# Марадона (фільм)
«Марадона» (англ. Maradona by Kusturica) — документальний фільм про відомого аргентинського футболіста Дієго Марадону. 
Прем'єра відбулась 20 травня 2008 року на 61-ма Каннском кінофестивалі. На закритті 30-го Московського кінофестивалю, фільм показали під назвою «Марадо́на очима Кусту́риці».

## Сюжет
Фільм розповідає про життя Дієго Марадони. Складається фільм з семи частин, кожна з яких найменується одним з семи смертних гріхів. Хронологічний принцип не зберігається. Хроніка поєднується з діалогами, музикою, міні-роликами. Окремо висвітленні боротьба Марадони з наркотичною залежністю, його сім'я, дружба з Уго Чавесом і Фіделем Кастро, політичні погляди, історія з «рукою Бога».

## У ролях
- Дієго Марадона — камео
- Емир Кустуриця — камео
- Ману Чао- — камео

## Цікаві факти
- Під час робочого візиту Кустуриці до Аргентини, Кустуриця і Марадона брали участь у анти-американському мітингу.
- Марадона відвідав Каннский кінофестиваль 2005 року (у той рік головою журі, був Кустуриця)